# Алекси Тасев
Вижте пояснителната страница за други личности с името Тасев.
Алекси Филипов Тасев е български икономист (застраховател, доцент), краевед и писател, кмет на Дупница (1985 – 1989) от БКП.

## Биография
Роден е в с. Паничарево (Дупнишко) през 1945 г. Зaвършва специалност „Застрахователно дело“ във ВФСИ „Д. А. Ценов“ в Свищов. Следва редовна аспирантура в Москва, защитава дисертация и придобива научна степен „кандидат на икономическите науки“ (днес: „доктор по икономика“) през 1982 г.
Тасев е кмет на Дупница в периода 1985 – 1989 г. През мандата му са завършени Градският универсален магазин (ГУМ), градската библиотека и Домът на техниката. Приключен е първият етап от деривацията „Джерман“ и е започнат вторият етап. Привършва се разширението на поликлиниката, модернизира се хлебозаводът със сладкарски цех и цех за боза. Построени са хлебопекарни в селата Дяково и Джерман, селскостопански комплекс „Малтехагро“ и магазин за месо при железопътната гара. Извършено е благоустрояване на зоните в централната градска част. Реконструирана е къщата музей „Станке Димитров“. Започва се строителството на пречиствателна станция за питейна вода, няколко водоема над града, строежът на нова болница с капацитет 700 легла. Изградени са подпорни стени на реките Джерман и Бистрица. Продължава строежът на надлеза при „Байкал“. Завършена е входната магистрала „Самоковско шосе“. Построена е оцетната фабрика „Винпром“.
След 1980-те години работи дълги години в застраховането. Бил е председател на УС на ЗК „Лев инс“ АД, после е член на УС на Българската асоциация на застрахованите и осигурените.
Доцент (2009) е по икономика в Югозападния университет „Неофит Рилски“ в Благоевград
Изявява се също като писател (автор на епиграми, афоризми, спомени) и краевед.